# 东大街灵显庙
东大街灵显庙位于中国山西省长治市潞州区东街街道东关社区东大街，已列为县级文物保护单位。

## 历史
东大街灵显庙创建年代不详，据庙内碑刻记载，清光绪三十二年（1906）重修。

## 建筑
东大街灵显庙坐北朝南，占地面积52平方米。庙内殿宇全毁，仅存倒座戏台一座，重修碑1通。
灵显庙戏台建于清代，面阔三间，进深四椽，单檐硬山顶。建于石砌台基上，台基高1.4米。

## 保护
2012年1月16日，东大街灵显庙公布为第二批潞州区文物保护单位。